# Hřib Fechtnerův
Hřib Fechtnerův (Butyriboletus fechtneri (Velen.) D. Arora et J. L. Frank 2014) je velmi vzácná a zákonem chráněná houba z čeledi hřibovitých. Patří mezi barevné hřiby, donedávna byla řazena do sekce Appendiculati rodu Boletus, od roku 2014 spadá do samostatného rodu Butyriboletus.

## Synonyma
- Boletus aestivalis Kallenbach 1927, non Paulet nec. Fr. nec Hussey[2]
- Boletus appendiculatus subsp. pallescens Konrad 1929[2]
- Boletus fechtneri Velen. 1922[3]
- Boletus pallescens (Konrad) Singer[2] 1937
- Boletus Romellii Kallenbach 1931[2]

česká jména
- hřib Fechtnerův[3]
- hřib vlašský

## Taxonomie
Hřib Fechtnerův popsal mykolog Josef Velenovský v roce 1922. Nazval jej po houbaři Františku Fechtnerovi, který mu jej pravidelně nosil z teplých vápenitých hájů u Roblína. V roce 2014 provedli američtí mykologové David Arora a Jonathan L. Frank vydělení rodu Butyriboletus (zhruba odpovídá původnímu pojetí sekce Appendiculati) z rodu Boletus a převedení řady druhů včetně hřibu Fechtnerova do nového rodu.

## Vzhled

### Makroskopický

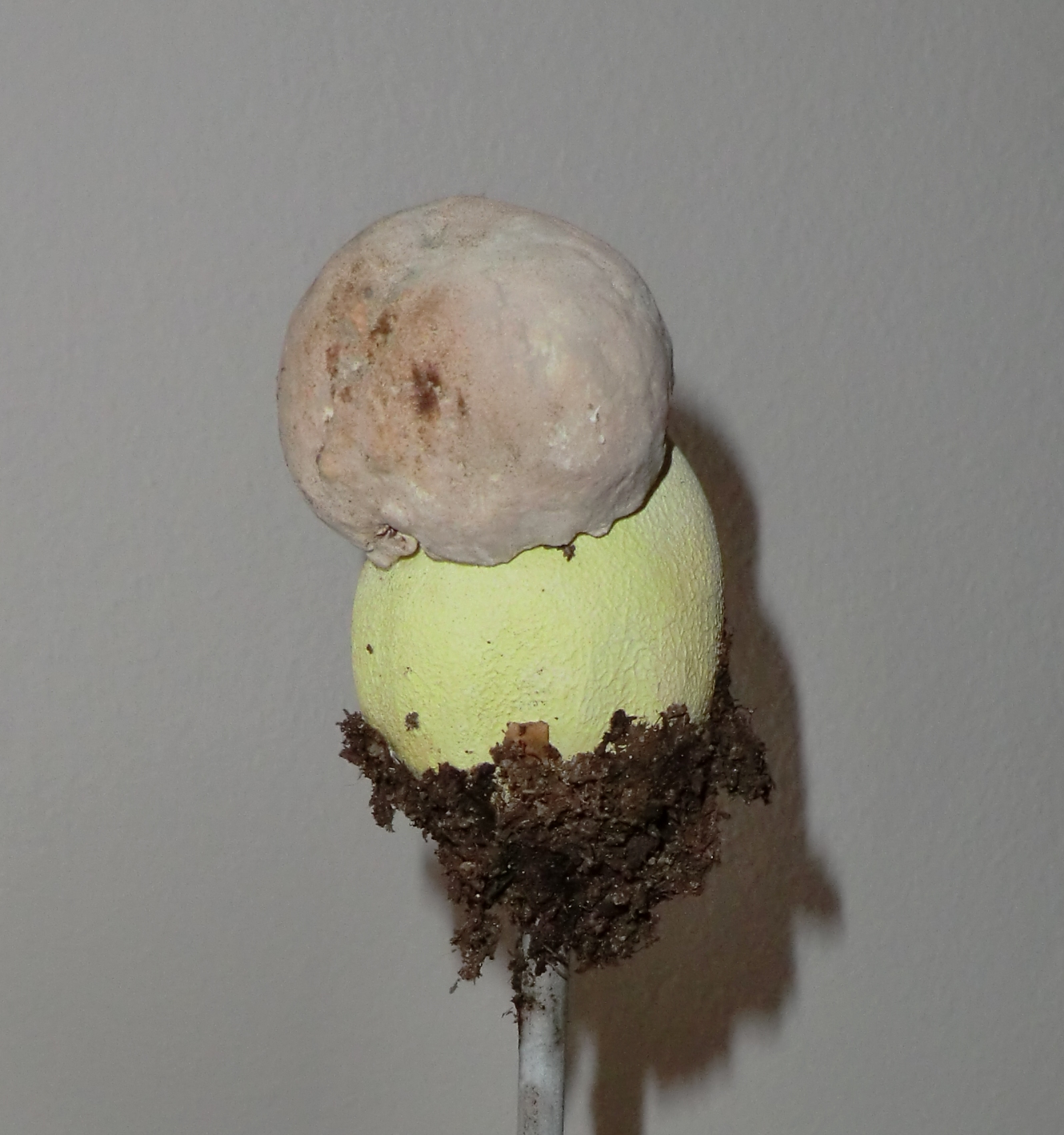
Mladá plodnice

Klobouk dosahuje 50 - 90 (150) milimetrů, povrch je nejdříve jemně plstnatý, později téměř holý. Barva zprvu bělavá, šedostříbrná, později šedohnědá, na otlacích růžovohnědá až hnědavá.
Rourky i póry mají živě žluté až zlatožluté zabarvení, ve stáří přechází do žlutoolivova. Po poškození modrají nebo modrozelenají.
Třeň je citronově žlutý, především horní polovinu kryje žlutá síťka. Spodní část může být zabarvena růžově.
Dužnina má světle citronově žluté zbarvení, sytější odstín má v oblasti klobouku (nad rourkami) a v povrchové vrstvě třeně. Ve spodní části třeně je karmínově načervenalá. Na řezu poměrně výrazně modrá. Chuť i vůně jsou nenápadné, slabě houbové.

### Mikroskopický
Povrch klobouku kryjí trichodermové vláknité 3 (4) - (7) 9 μm široké hyfy, které při stárnutí kolabují. Výtrusy dosahují (10) 11 - 14 (17) × (4,6) 5 - 6 (6,5) μm, jsou hladké, boletoidního tvaru, téměř vřetenovité až vřetenovitě elipsoidní, patrná je mělká suprahilární deprese.

## Výskyt
Hřib Fechtnerův je teplomilný druh nižších poloh. Vyskytuje se na vápencových a jiných bazických půdách v oblastech teplomilné květeny. Zpravidla roste jednotlivě nebo v malých skupinkách pod duby, buky nebo výjimečně pod lipami či jinými listnáči. Pilát jej řadil mezi druhy xerotermních dubo-habrových hájů na vápenci. Objevuje se od počátku června do poloviny září.

## Rozšíření

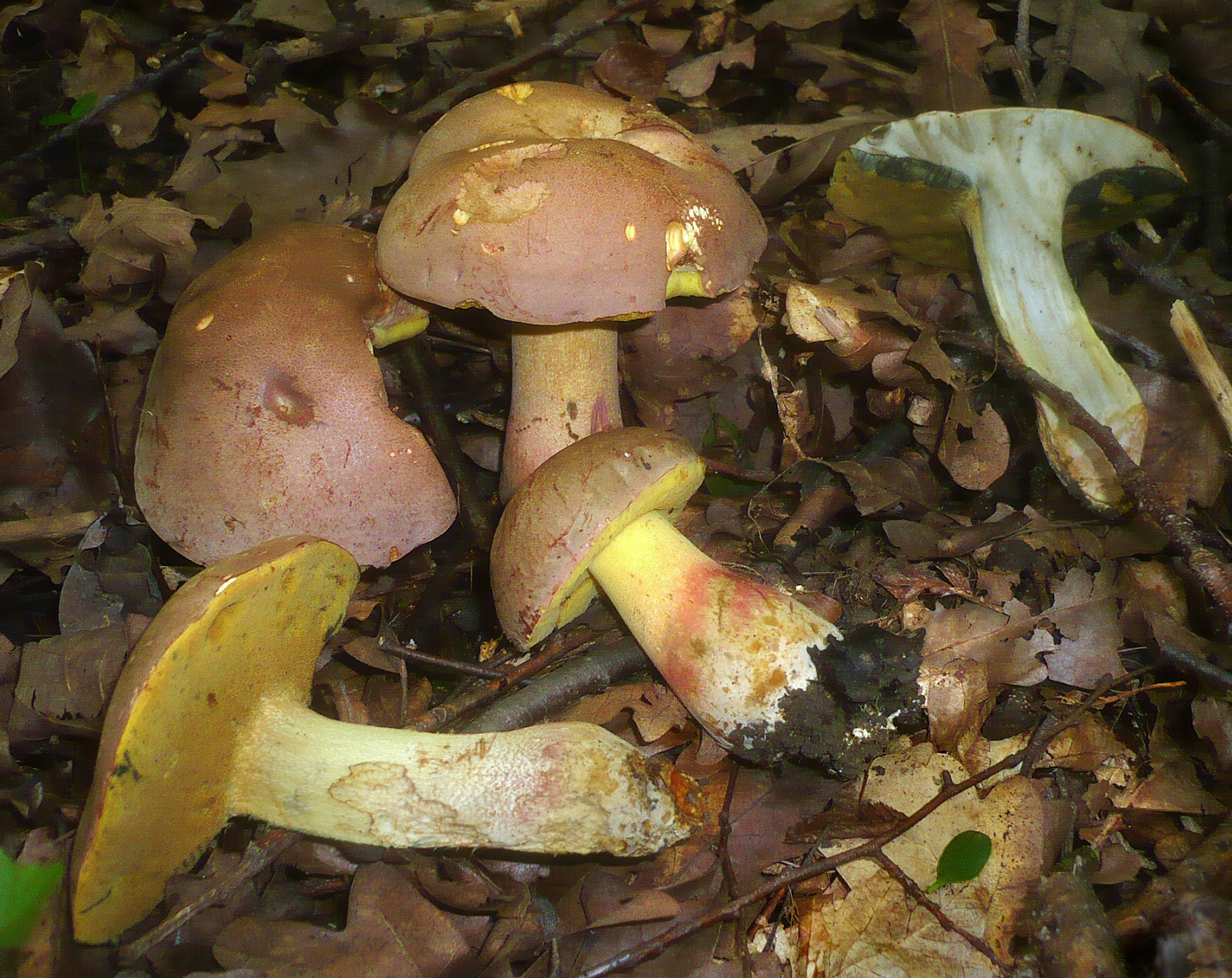
Skupina hřibů Fechtnerových, okolí Mattersburgu, Rakousko

Hřib Fechtnerův roste především v Evropě a částečně v severní Africe (Maroko). Zprávy o výskytu v Izraeli (Asie) z roku 1975 nejsou zcela přesvědčivé a minimálně část nálezů patří ve skutečnosti k jinému druhu, kterým je hřib narůžovělý (Rubroboletus pulchrotinctus (Alessio) Kuan Zhao et Zhu L. Yang 2014). Výskyt hřibu Fechtnerova je známý z následujících evropských zemí: Belgie, Bulharsko, Černá Hora, Česko, Dánsko, Estonsko, Finsko, Francie, Chorvatsko, Itálie, Litva, Lucembursko, Maďarsko, Severní Makedonie, Německo, Nizozemsko, Polsko, Rakousko, Rumunsko, Řecko, Slovensko, Slovinsko, Spojené království, Španělsko, Švédsko, Švýcarsko a Ukrajina.
V České republice se vyskytuje roztroušeně, většina původních lokalit zanikla. V rámci chráněných území České republiky byl výskyt hřibu Fechtnerova v minulosti popsán mimo jiné na následujících lokalitách:
- Bílé Karpaty[8] (Jihomoravský a Zlínský kraj)
- Bosonožský hájek[9] (okres Brno-město)
- Český kras[8] (Středočeský kraj)
  - Karlické údolí[10][11] (okres Beroun a Praha-západ)
  - Karlštejn[12] (okres Beroun)
  - Koda[13] (okres Beroun)
  - Kulivá hora[14] (okres Praha-západ)
  - Na Voskopě[15] (okres Beroun)
  - Radotínské údolí[16] (okres Praha-západ)
- Chuchelský háj[17] (Praha)
- Národní přírodní rezervace Kněžičky (Středočeský a Královéhradecký kraj)
- Podyjí[18] (jižní Morava)
- Třeboňsko[19] (okres Jindřichův Hradec)
- Vyšenské kopce[8] (okres Český Krumlov)
- Ždánický les[20] (Jihomoravský kraj)

## Záměna
K nejbližším příbuzným hřibu Fechtnerova patří hřib růžovník, hřib přívěskatý a hřib královský. Od podobných hřibů se liší především světlým, jakoby ojíněným kloboukem a často i přítomností červeného pásku na třeni.
- hřib satan hlohový (Rubroboletus satanas f. crataegi) - světlá, či jen lehce nažloutlá dužina[3]
- hřib královský (Butyriboletus regius) - růžový klobouk, odlišná barva rourek a třeně[1]
- hřib medotrpký (Caloboletus radicans) - hořká dužina, při zasychání je cítit močovinou[3]
- hřib plavý (Hemileccinum impolitum) - bledá neměnná dužina, chybí síťka[3]
- hřib přívěskatý (Butyriboletus appendiculatus) - klobouk sytě hnědý[4]
- hřib růžovník (Butyriboletus fuscoroseus) - patrné růžové tóny v zabarvení klobouku, které u Fechtnera chybějí[3]

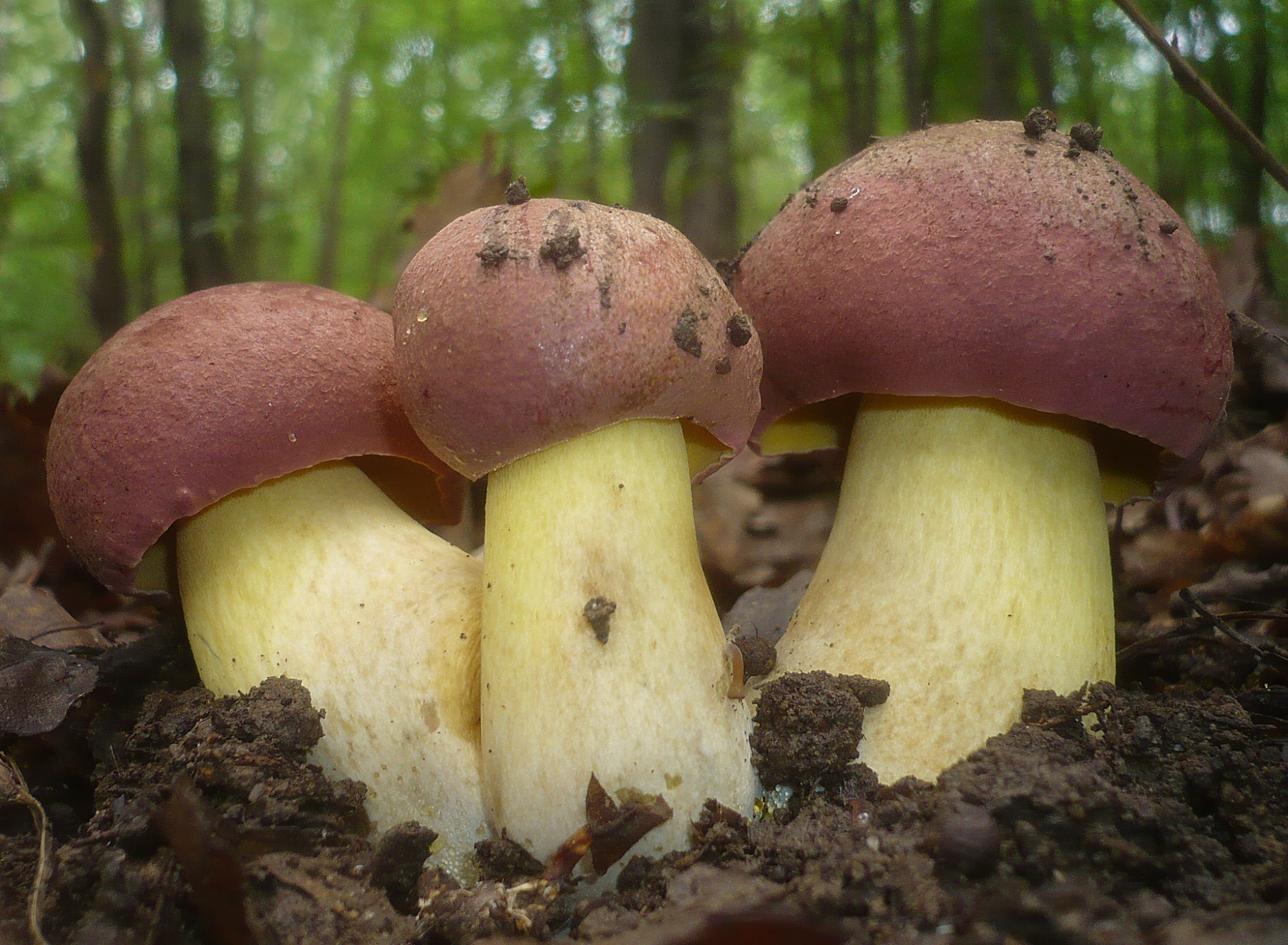
hřib růžovník
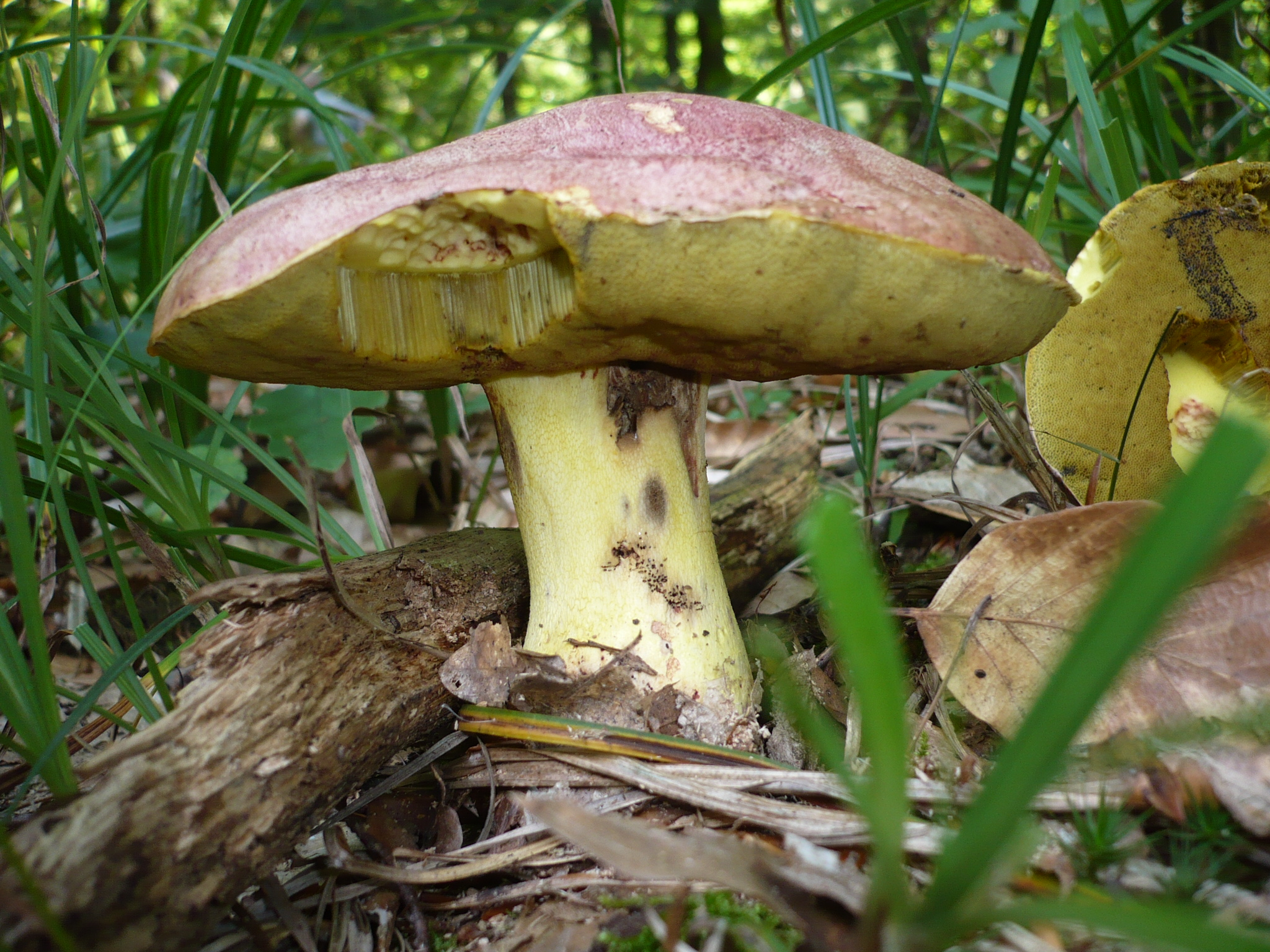
hřib královský
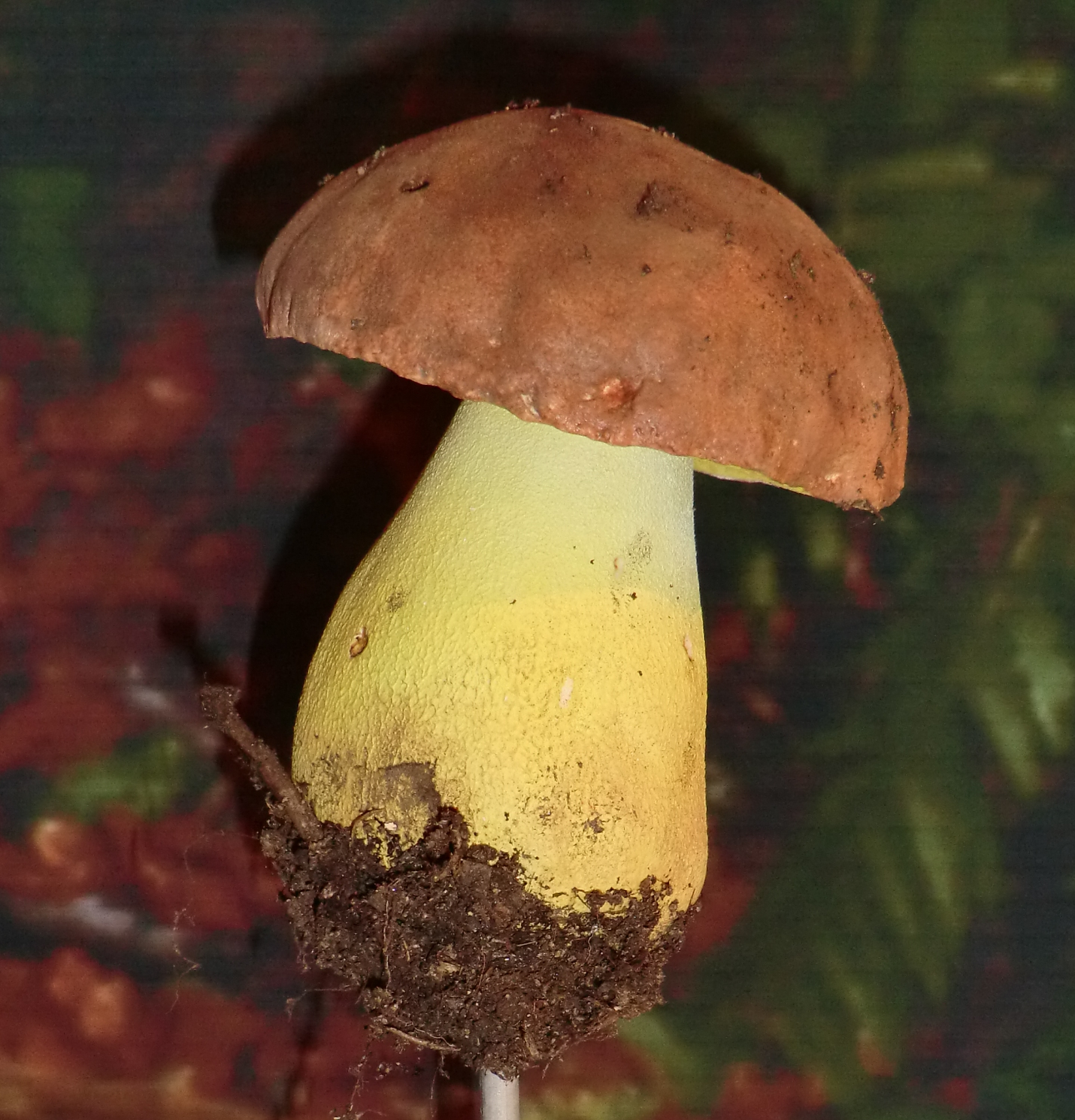
hřib přívěskatý
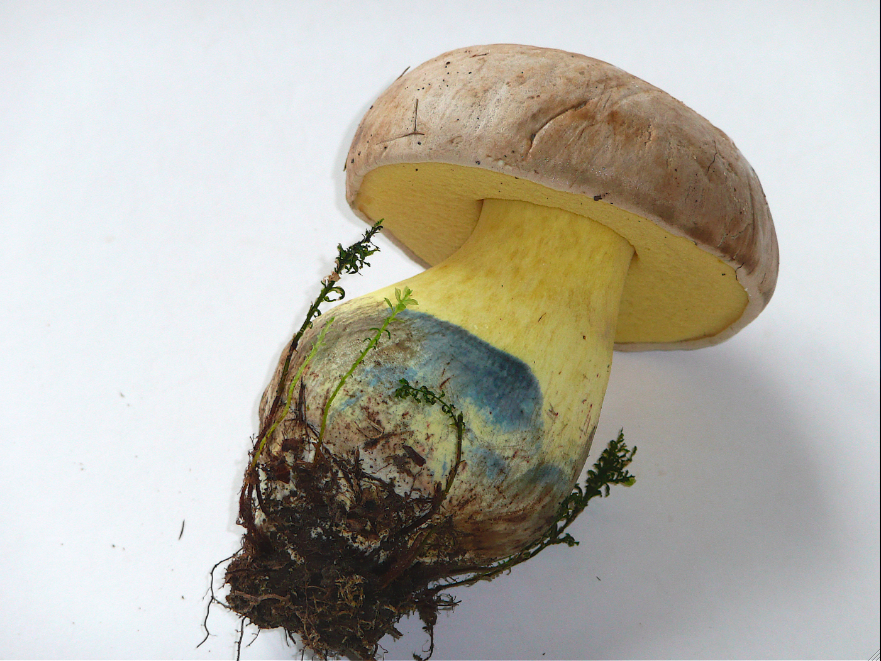
hřib medotrpký
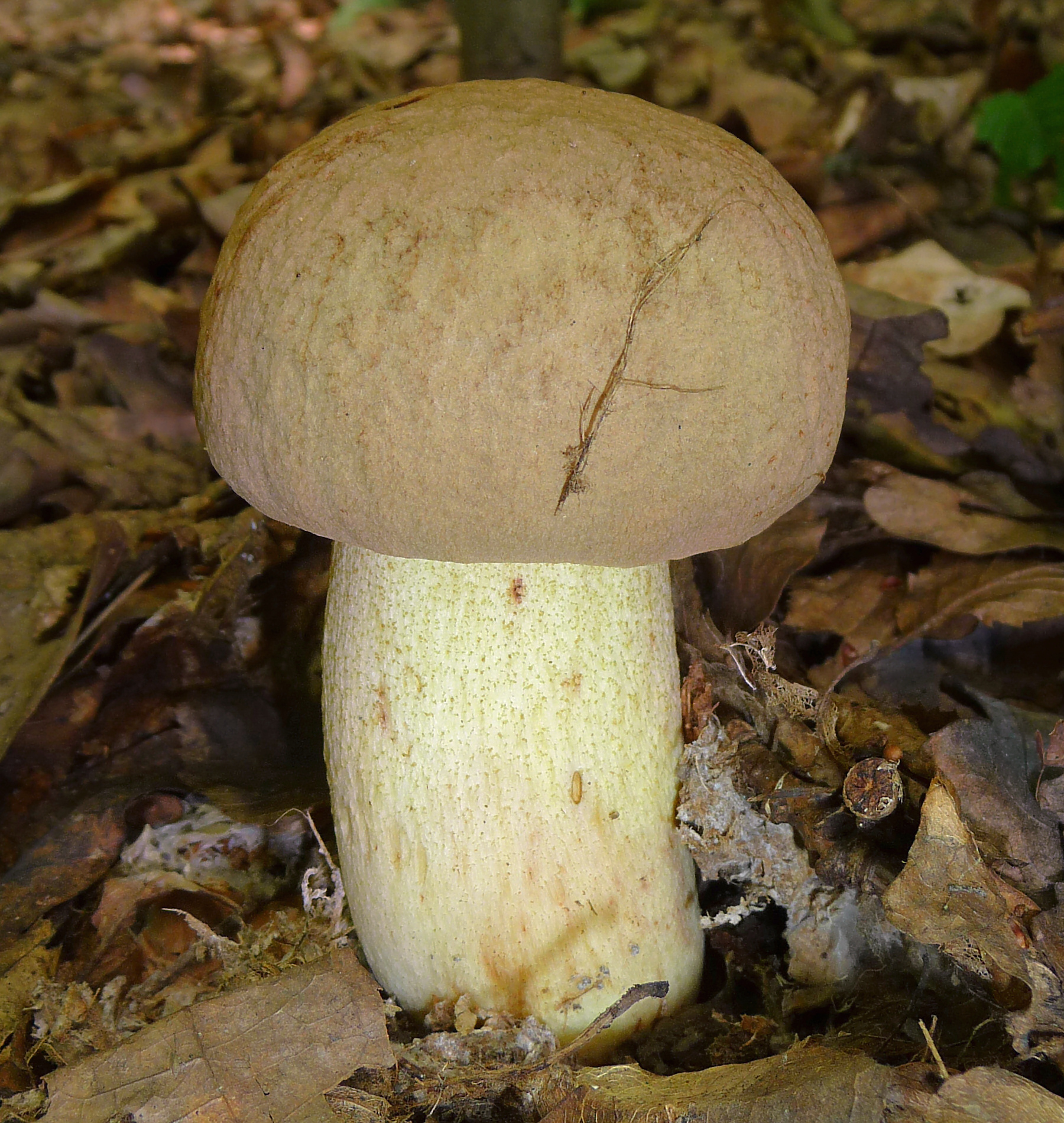
hřib plavý

## Ochrana
I když je hřib Fechtnerův jedlý, je jeho sběr zákonem zakázaný (navíc hrozí záměna za jedovatý hřib satan hlohový). Podle vyhlášky č. 395/92 Sb. se řadí mezi zvláště chráněné druhy, což znamená, že je chráněný a za utržení či poškození hrozí pokuta ve výši až 100 tisíc Kč. V Červeném seznamu hub České republiky je zařazen jako ohrožený druh (EN). Ohrožený je likvidací biotopů (těžba vápence), necitlivými lesnickými zásahy a nepřímo vysbíráváním plodnic houbaři i v oblastech s nejvyšším stupněm ochrany. O jeho nálezech je vhodné informovat mykologická pracoviště.